# Municipio de Oakland (Míchigan)
El municipio de Oakland (en inglés, Oakland Charter Township) es un municipio situado en el condado de Oakland, Míchigan, Estados Unidos. Tiene una población estimada, a mediados de 2023, de 20 241 habitantes.

## Geografía
Está ubicado en las coordenadas 42°45′11″N 83°09′16″O / 42.75306, -83.15444 (42.753029, -83.15445). Según la Oficina del Censo, tiene una superficie total de 95.0 km², de los cuales 93.9 km² corresponden a tierra firme y 1.1 km² están cubiertos de agua.

## Demografía
Según el censo de 2020, en ese momento había 20 067 personas residiendo en la zona. La densidad de población era de 214 hab./km². El 82.51% de los habitantes eran blancos, el 1.96% eran afroamericanos, el 0.18% eran amerindios, el 7.73% eran asiáticos, el 0.01% eran isleños del Pacífico, el 1.06% eran de otras razas y el 6.54% eran de una mezcla de razas. Del total de la población, el 4.18% eran hispanos o latinos de cualquier raza.

## Personalidades destacadas
- Eminem, rapero, actor, productor y compositor ganador del premio Grammy, residió en la localidad.[4]